# Montoisey
Le Montoisey est un sommet du massif du Jura culminant à 1 669 m d'altitude, situé dans le département de l'Ain, en Auvergne-Rhône-Alpes.

## Géographie

### Situation
Le Montoisey est situé sur le territoire de la commune de Crozet, à 9 km au sud-ouest de Gex et à 15,5 km au nord-ouest de Genève. Il appartient à la chaîne des monts Jura et surplombe au nord-ouest la vallée de la Valserine de plus de 800 m et le bassin du Léman à l'est de plus de 1 100 m. Le sommet du Grand Crêt est à près d'un kilomètre au sud-ouest du Montoisey et le col de Crozet à plus de 1 km au nord-nord-est.

### Topographie
Le sommet du Montoisey constitue une colline isolée par de nombreuses dépressions du reste des sommets des monts Jura. Il se caractérise par des pentes abruptes où les roches sous-jacentes affleurent par endroits en petites falaises. Au sud-est, il domine la combe à Fournier de plus de 90 m qui le sépare du Montoiseau à l'est, petit sommet culminant à 1 599 m d'altitude dominant directement le flanc oriental des monts Jura. Le Montoisey est séparé du Grand Crêt par un petit col situé à 50 m au sud-est en contrebas du sommet. Au nord-nord-ouest, il domine le col de Crozet de plus de 185 m.

### Hydrographie
Situé en zone karstique, le Montoisey est positionné dans une zone hydrologique complexe qui se caractérise en surface par la présence de petits gouffres peu profonds (moins de 10 m). La limite supposée des bassins versants de la Valserine et de l'Allondon passe par le sommet du Montoisey.

### Géologie
Le Montoisey est un crêt situé sur le sommet du flanc occidental de l'anticlinal des monts Jura. Le sommet est constitué de calcaires du Kimméridgien supérieur à faciès variés (lithographique, à tubiphytes...) que l'on nomme aussi « calcaires construits de la Haute Chaîne ». Le flanc nord-est dévalant sur le col de Crozet et la base des falaises orientales, ainsi que la combe à Fournier, sont constitués de calcaires à débris du Kimméridgien inférieur (faciès Séquanien). Le Montoisey est situé dans une zone comprenant de nombreuses failles ; au niveau du sommet, le tracé de ces failles est supposé. Une faille supposée transversale à l'anticlinal, d'orientation NO-SE, passe par le sommet où il y aurait le départ d'une faille annexe qui se prolongerait en direction du nord-nord-est jusqu'au col de Crozet. Au nord-ouest du sommet, une faille suivant la direction de l'axe de l'anticlinal surélève légèrement le compartiment oriental par rapport au compartiment occidental. Dans la mini-combe située à l'est du sommet, une autre faille parallèle à l'axe anticlinal serait présente.

### Faune et flore

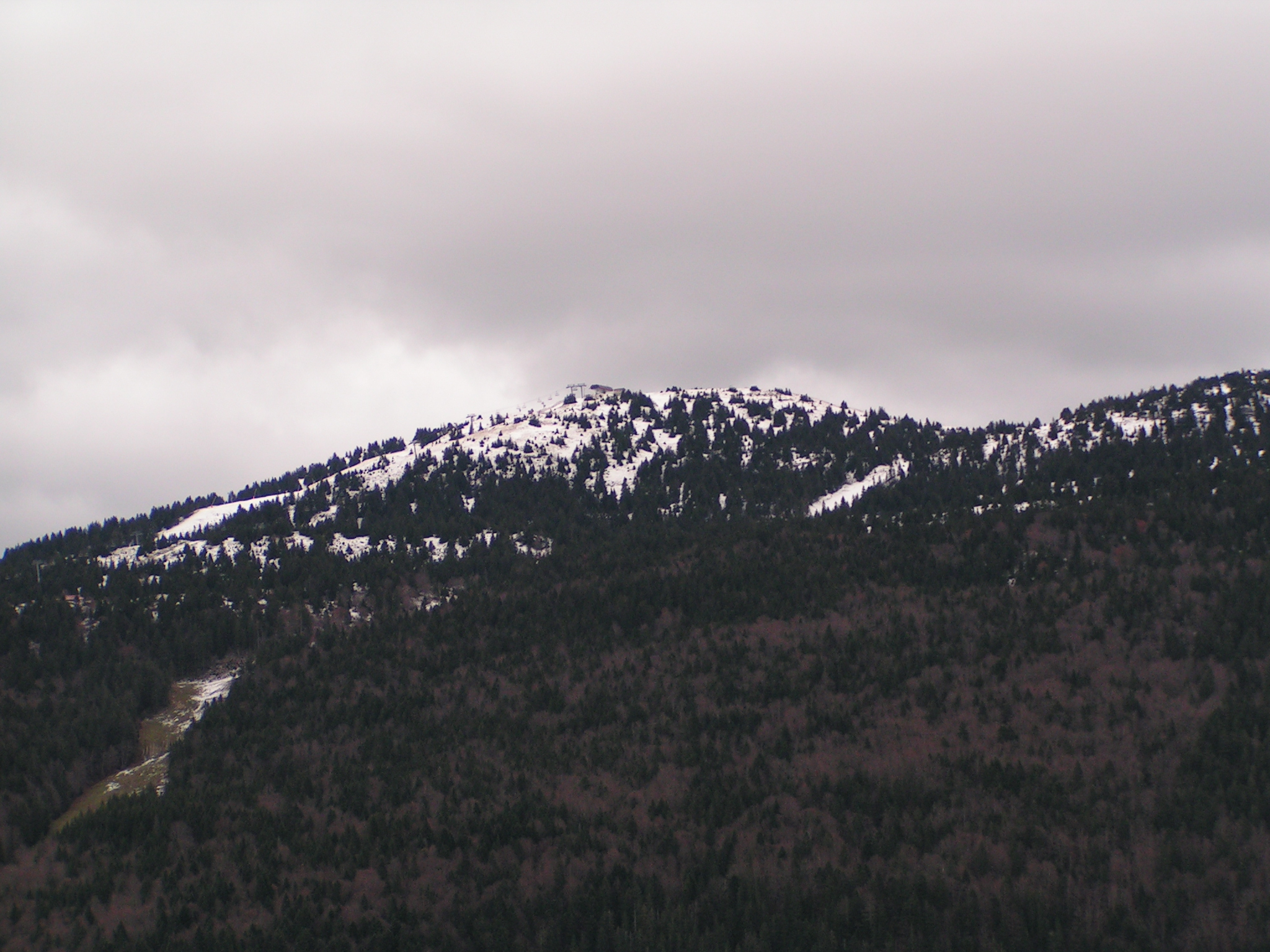
Le flanc ouest du Montoisey

Le Montoisey est situé dans une zone de pelouses subalpines composée principalement de landes rases neutrophiles à raisin d'ours et d'un mélange de cette dernière avec une pelouse à séslerie et à laiche, sur le flanc sud-ouest. Les flancs du Montoisey se composent de pelouses à séslerie et à laiche (flancs nord et sud), de prairie à vérâtre et à cirse (flanc est) et de pelouse fraîche à pulsatille et anémone (flanc ouest). Le flanc ouest est également constitué d'une zone forestière ouverte constituée d'un mélange de hêtraie à érable et de pessière à doradille.

## Activités

### Protection de la nature
Le Montoisey est inclus dans le territoire du parc naturel régional du Haut-Jura, ainsi qu'à proximité de la réserve naturelle nationale de la Haute Chaîne du Jura.